# 津田淳哉
津田 淳哉（つだ じゅんや、2001年8月27日 - ）は、奈良県大和郡山市出身のプロ野球選手（投手）。右投右打。阪神タイガース所属。

## 経歴

### プロ入り前
大和郡山市立片桐小学校4年生から小泉ファイターズで野球を始める。大和郡山市立郡山南中学校時代は志貴ボーイズに所属。
高田商業高校では2年秋から背番号9でベンチ入り。3年夏には背番号10を背負い、同年の奈良大会準決勝の大和広陵高校戦では完投勝利を挙げた。決勝の智辯学園高校戦ではリリーフとして登板するも、チームは敗れた。甲子園出場はなし。この時点での最速は134km/hだった。
大阪経済大学では1年秋からベンチ入り。入学後のトレーニングで球速を大幅に向上させ、4年春には自己最速の151km/hを計測した。4年秋には防御率1.29を記録して最優秀防御率を獲得。リーグ戦通算40試合登板、12勝8敗、防御率2.14。1学年上に才木海翔がいる。
2023年のドラフト会議で阪神タイガースから6位指名を受け、契約金3000万円・年俸720万円という内容で仮契約を結んだ（金額はいずれも推定）。背番号は66。

## 選手としての特徴
最速152km/hのストレートとカーブで緩急をつける投球が持ち味。スライダー、カットボール、フォーク、ツーシームなどを投げ分ける。

## 人物
目標の選手として金子千尋を挙げている。
幼少期から大の阪神ファンで、何度も祖父母に連れられて甲子園で阪神戦を観戦していたという。
大学時代には地元にあるカレーハウスCoCo壱番屋でアルバイトをしていた。阪神から指名あいさつを受けた際には、阪神甲子園球場でのコラボレーションメニューでカレーを登場させることを希望した。

## 詳細情報

### 背番号
- 66（2024年 - ）